# مركز نوبل للسلام

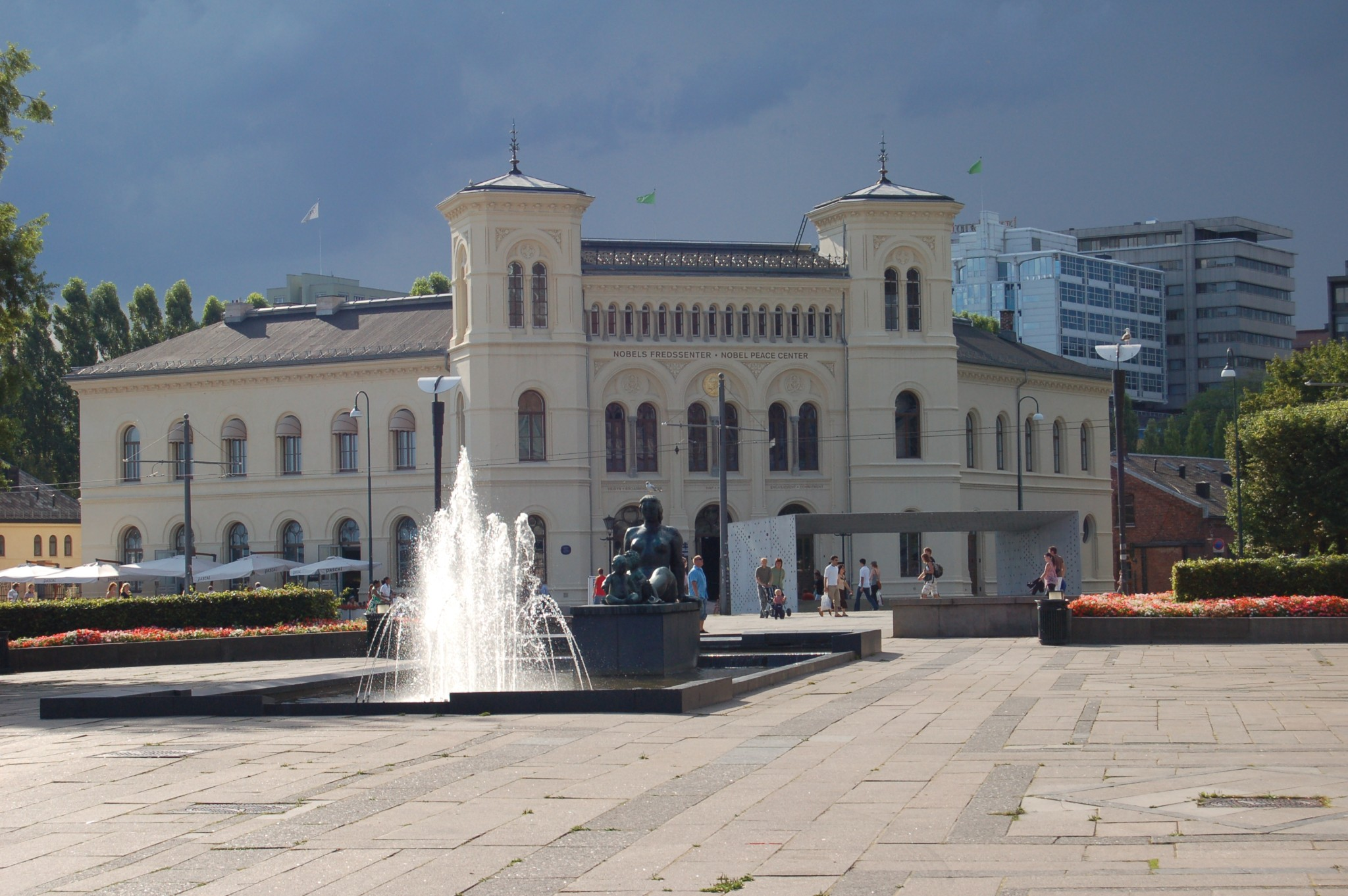
صورة لمبنى مركز نوبل للسلام

اُفتتح مركز نوبل للسلام (بالإنجليزية: Nobels fredssenter) في يونيو 2005، في العاصمة النرويجية أوسلو. ومهمته هي تقديم جميع جوائز نوبل للسلام، تنظيم المعارض بالإضافة إلى نشر المعلومات الخاصة بألفريد نوبل وجوائز نوبل.

## وصلات خارجية
- الموقع الرسمي
- جولة افتراضية عالية الجودة
- صور من التصميم الداخلي الجديد